# Ptychopariida
Ptychopariida — ряд трилобітів. Існували Ptychopariida з раннього кембрію по кінець девону. Вони характеризуються різноманітними шляхами розвитку. Торакс мав від 5 до 42 сегментів. Більшість птіхопаріїд володіли опістопарієвими лицьовими швами, деякі мали крайові (маргінальні) або пропарієві шви. Глабель зазвичай звужувалася попереду, але тут були варіанти. Давні форми володіли великим тораксом і маленькою пигідієм, але у подальших форм число тулубових сегментів зменшувалася, а пигідій збільшувався (наприклад, Asaphus). Роди Olenus, Elrathia, Cryptolithus, Asaphus і Illaenus є типовими представниками Ptychopariida.
Багато стародавніх птихопаріїд дуже схожі з Redlichiida, від яких вони, ймовірно, походять. У свою чергу, Ptychopariida, мабуть, дали початок більшості посткембрійских трилобітів, виключаючи Agnostida, що існували з раннього кембрію.